# Oxynoemacheilus longipinnis
Oxynoemacheilus longipinnis — вид коропоподібних риб родини Nemacheilidae.

## Поширення
Ендемік Ірану. Відомий лише у річці Меймех на межі з Іраком.

## Опис
Вид в цілому вивчений слабо. Тіло своєрідної форми, високе, стисле з боків, що досягає в довжину 3,6 см. Голова велика, з маленькими очима і ротом. Спинний плавець довгий, хвостовий плавець помітно роздвоєний. Хребців 28-29. Колір тіла блідо-коричневий, з 3-4 блідими плямами у кінці тіла.